# Agglomeratie Galați-Brăila

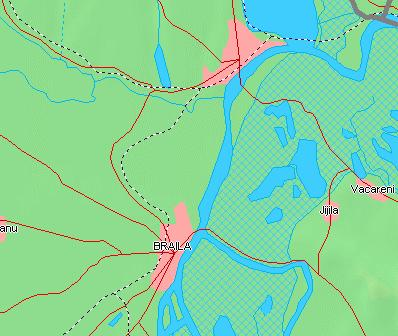
Agglomeratie Galaţi-Brăila

De agglomeratie Galați-Brăila is na de agglomeratie Boekarest met 610.000 inwoners de grootste agglomeratie in Roemenië. De agglomeratie bestaat uit Brăila en Galați, de twee grootste Roemeense havensteden aan de Donau. De afstand tussen de twee steden is ongeveer 30 kilometer, en de steden verschillen ook van district. De streek ligt aan de Donau, waardoor de streek, economisch, ook erg belangrijk voor Roemenië is.
Het economische potentieel van deze streek heeft uiterst gevarieerde commerciële aanwezigheid: Galați heeft bijvoorbeeld veel meer commercie dan Brăila. Ook, trekt Galați het hoogste aantal buitenlandse investeringen aan (Staal Mittal - Sidex Galați). De economische prestaties van de stad Galați zijn ook erg belangrijk voor het gelijknamige district.
Bij de overstromingen van 2005 heeft een groot gedeelte van de streek onder water gestaan.